# Gulella foliifera
Gulella foliifera é uma espécie de gastrópode da família Streptaxidae.
É endémica da Tanzânia.